# Боровик Олександр Валерійович
Олексан́др Вале́рійович Борови́к (нар. 1968, Львів) — український юрист, колишній заступник міністра економіки України, радник одеського губернатора Михеїла Саакашвілі.

## Біографія
Народився у Львові у 1968 році. Деякий час у дитинстві жив в Одесі. Навчався у Львівському державному університеті на Факультеті іноземних мов, де вивчав англійську та французьку мови. Пізніше поступив до вищої школи КДБ у Москві, на четвертому курсі покинув навчання за власним бажанням. Батько Олександра — Валерій Васильович Боровик (нар. 22.10.1939) працював в КДБ у Львові, у підрозділі «К», займався антикорупцією в органах МВС.
У віці 21 року виїхав з України до Чехії. Там поступив на юридичний факультет Празького університету, за його словами, за рекомендацією Вацлава Гавела. Навчався також у Гарвардському університеті (Гарвардська школа права). Працював редактором Гарвардського журналу міжнародного права.
Є одним із засновників компанії «BioSignal Group, Corp» у місті Нью-Йорк.
11 років пропрацював у «Microsoft» юристом на різних посадах. Серед іншого був головним юристом по роботі з державним сектором в компанії. Очолював переговорний процес компанії з декількома національними урядами, ООН, НАТО, Європейською комісією, Європейським агентством з мережевої та інформаційної безпеки, Європейським екологічним агентством, Всесвітньою організацією охорони здоров'я та іншими міжнародними організаціями.
З березня 2014 працював головним юрисконсультом регіону «ЕМЕА» у компанії «Akamai Technologies», що спеціалізується на хмарних сервісах.
З лютого 2015 працював першим заступником міністра економіки в уряді України.
У травні 2015 року Боровик був вимушений покинути Кабмін через конфлікт із прем'єром Арсенієм Яценюком. Це викликало скандал в суспільстві, що пізніше отримав назву «Боровикгейт».
З травня 2015 працює радником в команді голови Одеської ОДА — Михеїла Саакашвілі, a з серпня 2015 виконує обов'язки голови «Agency for Investments and Innovation» при губернаторі Саакашвілі де він також є членом «Economic Development Board».
Висувався на вибори міського голови Одеси від президентської партії «Блок Петра Порошенка „Солідарність“» і очолював її список на виборах в Одеську облраду.
4 травня 2016 року подав у відставку з посади заступника голови Одеської ОДА, через вступ у дію нового закону про державну службу, проте залишився позаштатним радником очільника ОДА з питань інвестицій.
29 квітня 2017 року Президент України Петро Порошенко підписав указ про припинення громадянства України Олександра Боровика. Це пов'язано з тим, що Боровик має громадянство Німеччини.

## Особисте життя
Володіє 7 мовами: українською, англійською, чеською, російською, німецькою, іспанською, французькою.